# Dommartin-la-Montagne
Dommartin-la-Montagne is een gemeente in het Franse departement Meuse (regio Grand Est) en telt 67 inwoners (2009).
De plaats maakt deel uit van het kanton Étain in het arrondissement Verdun. Tot 22 maart 2015 was het deel van het kanton Fresnes-en-Woëvre, dat op die dag werd opgeheven.

## Geografie
De oppervlakte van Dommartin-la-Montagne bedraagt 6,5 km², de bevolkingsdichtheid is dus 10,3 inwoners per km².

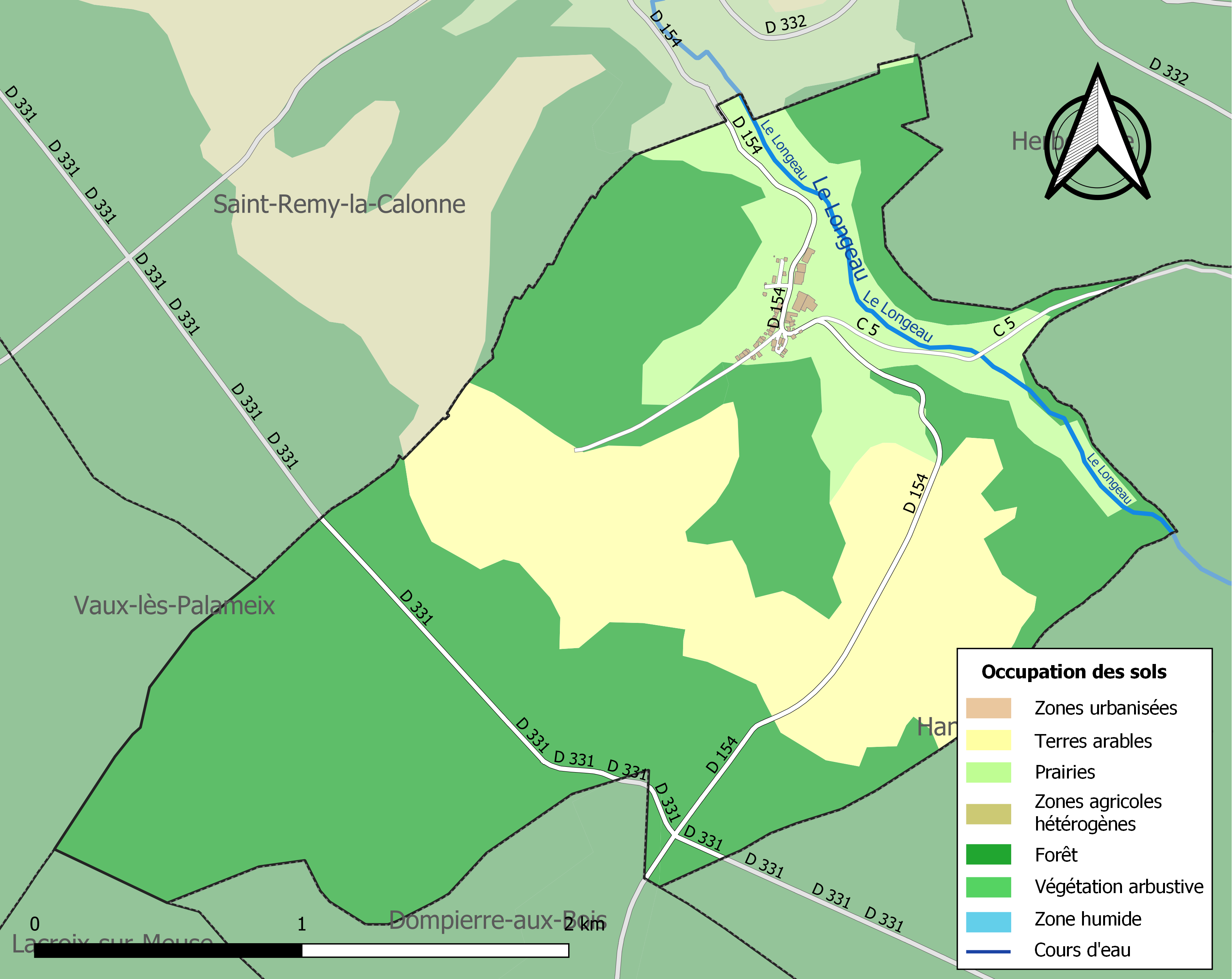
Kaart van de gemeente met de belangrijkste infrastructuur, bodemgebruik en omliggende gemeenten

## Demografie
Onderstaande figuur toont het verloop van het inwonertal (bron: INSEE-tellingen).